# Avermectină
Avermectinele sunt compuși utilizați ca medicamente antihelmintice sau ca pesticide, în combaterea insectelor dăunătoare. Compușii sunt lactone macrociclice alcătuite din 16 atomi. Sunt compuși de origine naturală, fiind produși în urma proceselor de fermentație la specia Streptomyces avermitilis, iar fiecare avermectină este alcătuită din două componente: componenta a și componenta b, aflate de obicei în raporturi de la 80:20 până la 90:10. Exemple includ: ivermectină, selamectină, doramectină, eprinomectină, moxidectină și abamectină.